# Kerem Demirbay
Kerem Demirbay, född 3 juli 1993, är en tysk fotbollsspelare som spelar för Galatasaray.

## Klubbkarriär
Den 9 maj 2019 värvades Demirbay av Bayer Leverkusen, där han skrev på ett femårskontrakt. Den 3 augusti 2023 värvades Demirbay av Galatasaray, där han skrev på ett treårskontrakt.

## Landslagskarriär
Demirbay debuterade för Tysklands landslag den 6 juni 2017 i en 1–1-match mot Danmark, där han blev inbytt i den 76:e minuten mot Leon Goretzka.